# Babyloniidae
Babyloniidae Kuroda, T., T. Habe & K. Oyama, 1971 è una famiglia tassonomica di lumache di mare predatrici, molluschi gasteropodi marini non assegnati all'interno della superfamiglia Neogastropoda.

## Nomenclatura
Tre nomi di gruppi familiari sono più antichi di Babyloniidae. Swainson ha basato il suo concetto di Eburninae su specie di Babylonia, ma ha erroneamente identificato Eburna, la cui specie tipo appartiene alla famiglia Olividae; ai sensi dell'art. 41 del Codice, il caso dovrebbe essere risolto dall'ICZN. Dipsaccinae e Latrunculinae si basano sui sinonimi più recenti di Babylonia, nessuno dei quali è stato utilizzato negli ultimi decenni. Tuttavia, Latrunculus è stato sporadicamente utilizzato come valido poco dopo il 1899 (ad es. da Cossmann, 1901, quando stabilì il nome della sottofamiglia), per cui Babyloniidae non può essere protetto automaticamente ai sensi dell'ICZN Art. 23.9. Il caso deve essere presentato all'ICZN per conservare il nome Babyloniidae.

## Tassonomia
I generi all'interno dei Babyloniidae sono i seguenti:
- Babylonia F. Schlüter, 1838
- Zemiropsis Thiele, 1929

Generi integrati in sinonimia

- Dipsaccus H. Adams & A. Adams, 1853: sinonimo di Eburna Lamarck, 1801
- Galanthis Gistel, 1848: sinonimo di Babylonia Schlüter, 1838
- Latrunculus Gray, 1847: sinonimo di Babylonia Schlüter, 1838
- Peridipsaccus Rovereto, 1900: sinonimo di Babylonia Schlüter, 1838

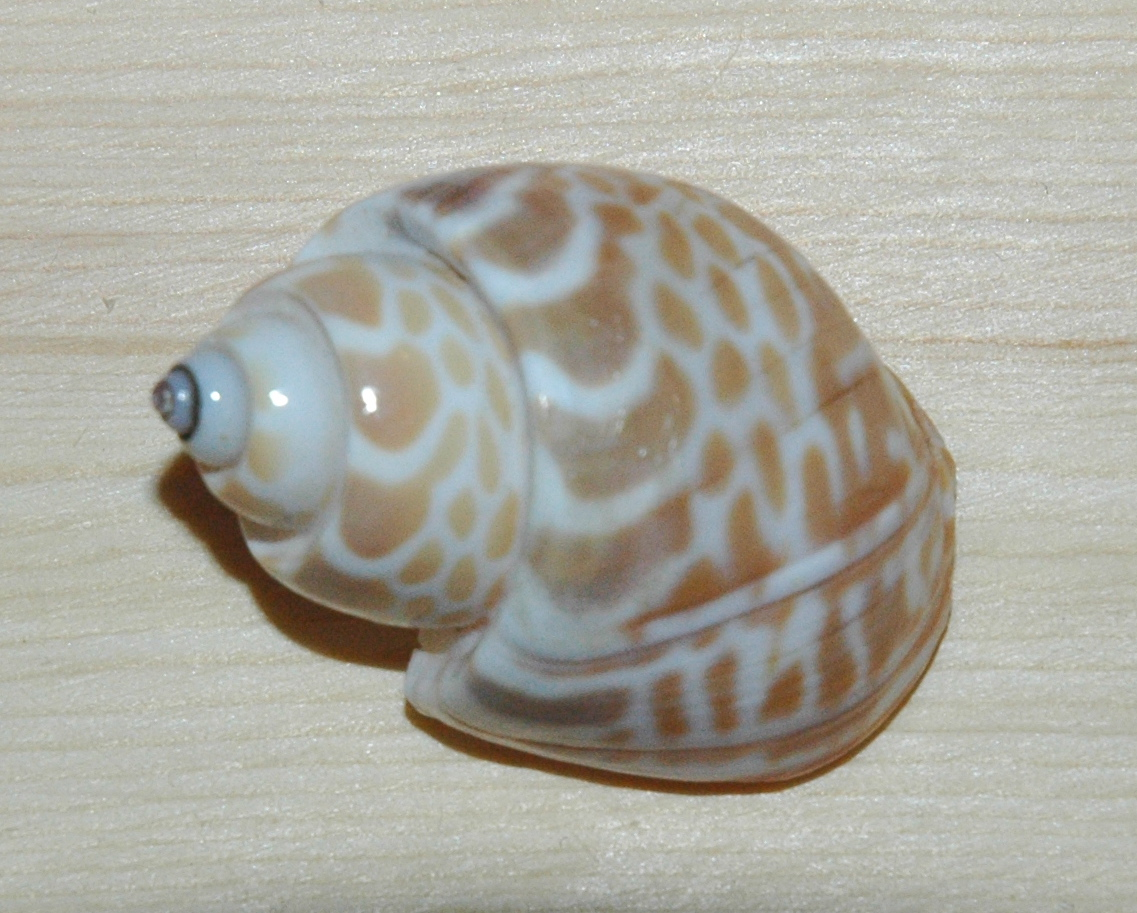
Babylonia canaliculata
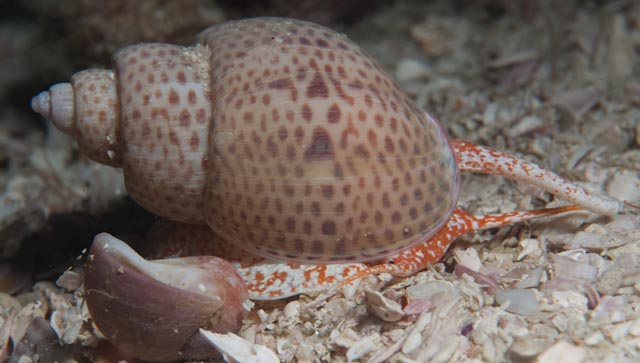
Zemiropsis papillaris